# Anastassia Rodionova
Pour les articles homonymes, voir Rodionov.
Ne pas confondre avec Arina Rodionova, sa sœur cadette, également joueuse de tennis.
Anastassia Ivanovna Rodionova (en russe : Анастасия Ивановна Родионова), née le 12 mai 1982 à Tambov, est une joueuse de tennis russe puis australienne, professionnelle depuis 1997. Elle prend la nationalité australienne en janvier 2010 et joue en équipe d'Australie de Fed Cup pour la première fois en avril 2010.
En 2003, associée à Andy Ram, elle atteint la finale du double mixte à Wimbledon, concédant la défaite face à la paire Navrátilová-Paes.
À l'occasion de l'Open de Cincinnati en 2007, elle devient, après Irina Spîrlea, la deuxième joueuse de l'histoire de la WTA à subir une disqualification (pour avoir envoyé une balle sur des spectateurs).
Anastassia Rodionova a remporté onze titres WTA en double dames à ce jour.
Sa sœur Arina est également joueuse de tennis professionnelle.
En dehors du circuit professionnel, elle a notamment remporté deux médailles d'or des Jeux du Commonwealth en 2010 en simple et en double dames et une médaille d'argent en double mixte.

## Palmarès

### Titres en double dames
| No | Date       | Nom et lieu du tournoi                    | Catégorie | Dotation    | Surface         | Partenaire          | Finalistes                                    | Score             |          |
| -- | ---------- | ----------------------------------------- | --------- | ----------- | --------------- | ------------------- | --------------------------------------------- | ----------------- | -------- |
| 1  | 31-10-2005 | Challenge Bell Québec                     | Tier III  | 170 000 $   | Moquette (int.) | Elena Vesnina       | Līga Dekmeijere Ashley Harkleroad             | 6-74, 6-4, 6-2    | Parcours |
| 2  | 30-04-2007 | Estoril Open Estoril                      | Tier IV   | 145 000 $   | Terre (ext.)    | Andreea Ehritt-Vanc | Lourdes Domínguez Lino Arantxa Parra Santonja | 6-3, 6-2          | Parcours |
| 3  | 13-06-2010 | Unicef Open Bois-le-Duc                   | Intern'l  | 220 000 $   | Gazon (ext.)    | Alla Kudryavtseva   | Vania King Yaroslava Shvedova                 | 3-6, 6-3, [10-6]  | Parcours |
| 4  | 06-02-2012 | PTT Open Pattaya                          | Intern'l  | 220 000 $   | Dur (ext.)      | Sania Mirza         | Chan Hao-ching Chan Yung-jan                  | 3-6, 6-1, [10-8]  | Parcours |
| 5  | 31-12-2012 | ASB Classic Auckland                      | Intern'l  | 235 000 $   | Dur (ext.)      | Cara Black          | Julia Görges Yaroslava Shvedova               | 2-6, 6-2, [10-5]  | Parcours |
| 6  | 09-09-2013 | Challenge Bell Québec                     | Intern'l  | 235 000 $   | Moquette (int.) | Alla Kudryavtseva   | Andrea Hlaváčková Lucie Hradecká              | 6-4, 6-3          | Parcours |
| 7  | 29-12-2013 | Brisbane International Brisbane           | Premier   | 1 000 000 $ | Dur (ext.)      | Alla Kudryavtseva   | Kristina Mladenovic Galina Voskoboeva         | 6-3, 6-1          | Parcours |
| 8  | 17-02-2014 | Duty Free Tennis Championships Dubaï      | Premier   | 2 000 000 $ | Dur (ext.)      | Alla Kudryavtseva   | Raquel Kops-Jones Abigail Spears              | 6-2, 5-7, [10-8]  | Parcours |
| 9  | 06-10-2014 | Tianjin Open Tianjin                      | Intern'l  | 250 000 $   | Dur (ext.)      | Alla Kudryavtseva   | Sorana Cîrstea Andreja Klepač                 | 6-76, 6-2, [10-8] | Parcours |
| 10 | 19-06-2016 | Aegon International Eastbourne Eastbourne | Premier   | 776 878 $   | Gazon (ext.)    | Darija Jurak        | Chan Hao-ching Chan Yung-jan                  | 5-7, 7-64, [10-6] | Parcours |
| 11 | 27-02-2017 | Abierto Mexicano Telcel por HSBC Acapulco | Intern'l  | 250 000 $   | Dur (ext.)      | Darija Jurak        | Verónica Cepede Royg Mariana Duque Mariño     | 6-3, 6-2          | Parcours |

### Finales en double dames
| No | Date       | Nom et lieu du tournoi                  | Catégorie | Dotation  | Surface      | Vainqueures                               | Partenaire          | Score             |          |
| -- | ---------- | --------------------------------------- | --------- | --------- | ------------ | ----------------------------------------- | ------------------- | ----------------- | -------- |
| 1  | 23-07-2001 | Idea Prokom Open Sopot                  | Tier III  | 170 000 $ | Terre (ext.) | Joannette Kruger Francesca Schiavone      | Yuliya Beygelzimer  | 6-4, 6-0          | Parcours |
| 2  | 03-10-2005 | Tashkent Open Tachkent                  | Tier IV   | 140 000 $ | Dur (ext.)   | Maria Elena Camerin Émilie Loit           | Galina Voskoboeva   | 6-3, 6-0          | Parcours |
| 3  | 13-02-2006 | Bangalore Open Bangalore                | Tier III  | 175 000 $ | Dur (ext.)   | Liezel Huber Sania Mirza                  | Elena Vesnina       | 6-3, 6-3          | Parcours |
| 4  | 14-05-2007 | GP Princesse Lalla Meryem Fès           | Tier IV   | 145 000 $ | Terre (ext.) | Vania King Sania Mirza                    | Andreea Ehritt-Vanc | 6-1, 6-2          | Parcours |
| 5  | 01-10-2007 | Tashkent Open Tachkent                  | Tier IV   | 145 000 $ | Dur (ext.)   | Ekaterina Dzehalevich Anastasiya Yakimova | Tatiana Poutchek    | 2-6, 6-4, [10-7]  | Parcours |
| 6  | 22-02-2010 | Malaysian Open Kuala Lumpur             | Intern'l  | 220 000 $ | Dur (ext.)   | Chan Yung-jan Zheng Jie                   | Arina Rodionova     | 6-74, 6-2, [10-7] | Parcours |
| 7  | 17-05-2010 | Internationaux de Strasbourg Strasbourg | Intern'l  | 220 000 $ | Terre (ext.) | Alizé Cornet Vania King                   | Alla Kudryavtseva   | 3-6, 6-4, [10-7]  | Parcours |
| 8  | 17-10-2011 | Kremlin Cup Moscou                      | Premier   | 721 000 $ | Dur (int.)   | Vania King Yaroslava Shvedova             | Galina Voskoboeva   | 7-63, 6-3         | Parcours |
| 9  | 14-10-2013 | Kremlin Cup by Bank of Moscow Moscou    | Premier   | 795 707 $ | Dur (int.)   | Svetlana Kuznetsova Samantha Stosur       | Alla Kudryavtseva   | 6-1, 1-6, [10-8]  | Parcours |
| 10 | 27-01-2014 | PTT Pattaya Open Pattaya                | Intern'l  | 250 000 $ | Dur (ext.)   | Peng Shuai Zhang Shuai                    | Alla Kudryavtseva   | 3-6, 7-65, [10-6] | Parcours |
| 11 | 02-03-2015 | Abierto Monterrey Afirme Monterrey      | Intern'l  | 500 000 $ | Dur (ext.)   | Gabriela Dabrowski Alicja Rosolska        | Arina Rodionova     | 6-3, 2-6, [10-3]  | Parcours |
| 12 | 18-07-2016 | Bank of the West Classic Stanford       | Premier   | 687 900 $ | Dur (ext.)   | Raquel Atawo Abigail Spears               | Darija Jurak        | 6-3, 6-4          | Parcours |
| 13 | 20-05-2018 | Internationaux de Strasbourg Strasbourg | Intern'l  | 250 000 $ | Terre (ext.) | Raluca Olaru Mihaela Buzărnescu           | Nadiia Kichenok     | 7-5, 7-5          | Parcours |

### Finale en double mixte
| No | Date       | Nom et lieu du tournoi      | Catégorie | Dotation    | Surface      | Vainqueures                      | Partenaire | Score    |          |
| -- | ---------- | --------------------------- | --------- | ----------- | ------------ | -------------------------------- | ---------- | -------- | -------- |
| 1  | 23-06-2003 | The Championships Wimbledon | G. Chelem | 6 246 871 $ | Gazon (ext.) | Martina Navrátilová Leander Paes | Andy Ram   | 6-3, 6-3 | Parcours |

### Finale en double en WTA 125
| No | Date       | Nom et lieu du tournoi       | Catégorie | Dotation  | Surface    | Vainqueures                         | Partenaire           | Score    |          |
| -- | ---------- | ---------------------------- | --------- | --------- | ---------- | ----------------------------------- | -------------------- | -------- | -------- |
| 1  | 14-03-2016 | San Antonio Open San Antonio | WTA 125   | 125 000 $ | Dur (ext.) | Anna-Lena Grönefeld Nicole Melichar | Klaudia Jans-Ignacik | 6-1, 6-3 | Parcours |

## Parcours en Grand Chelem

### En simple dames
| Année | Open d'Australie | Open d'Australie    | Internationaux de France | Internationaux de France | Wimbledon       | Wimbledon         | US Open         | US Open             |
| ----- | ---------------- | ------------------- | ------------------------ | ------------------------ | --------------- | ----------------- | --------------- | ------------------- |
| 2003  | —                | —                   | —                        | —                        | 1er tour (1/64) | Virginie Razzano  | —               | —                   |
| 2006  | —                | —                   | 1er tour (1/64)          | Vera Dushevina           | 2e tour (1/32)  | Sybille Bammer    | 3e tour (1/16)  | Svetlana Kuznetsova |
| 2007  | 2e tour (1/32)   | Maria Sharapova     | 1er tour (1/64)          | Katarina Srebotnik       | 1er tour (1/64) | Alicia Molik      | 2e tour (1/32)  | Nadia Petrova       |
| 2008  | 2e tour (1/32)   | Katarina Srebotnik  | 1er tour (1/64)          | Peng Shuai               | 1er tour (1/64) | Li Na             | 1er tour (1/64) | E. Bychkova         |
| 2009  | 1er tour (1/64)  | Svetlana Kuznetsova | —                        | —                        | —               | —                 | 3e tour (1/16)  | Kateryna Bondarenko |
| 2010  | 1er tour (1/64)  | Svetlana Kuznetsova | 3e tour (1/16)           | Jarmila Gajdošová        | 3e tour (1/16)  | Li Na             | 2e tour (1/32)  | Samantha Stosur     |
| 2011  | 1er tour (1/64)  | Flavia Pennetta     | 3e tour (1/16)           | Vera Zvonareva           | 1er tour (1/64) | Andrea Hlaváčková | 1er tour (1/64) | Alla Kudryavtseva   |
| 2012  | 1er tour (1/64)  | Caroline Wozniacki  | 1er tour (1/64)          | Mathilde Johansson       | 1er tour (1/64) | Maria Sharapova   | 2e tour (1/32)  | Varvara Lepchenko   |
| 2014  | —                | —                   | —                        | —                        | —               | —                 | 2e tour (1/32)  | Sara Errani         |

N.B. : à droite du résultat se trouve le nom de l'ultime adversaire.

### En double dames
| Année | Open d'Australie             | Open d'Australie       | Internationaux de France     | Internationaux de France | Wimbledon                    | Wimbledon              | US Open                     | US Open                 |
| ----- | ---------------------------- | ---------------------- | ---------------------------- | ------------------------ | ---------------------------- | ---------------------- | --------------------------- | ----------------------- |
| 2002  | 1er tour (1/32) Schneider    | Bedáňová K. Hrdličková | 1er tour (1/32) Beygelzimer  | Coetzer McNeil           | 1/4 de finale Weingartner    | Ruano Suárez           | 1er tour (1/32) Weingartner | Grande Schnyder         |
| 2003  | 1er tour (1/32) Fokina       | Dellacqua Sewell       | 1er tour (1/32) Poutchek     | Mandula Wartusch         | 1er tour (1/32) Weingartner  | Kuznetsova Navrátilová | —                           | —                       |
| 2004  | 1er tour (1/32) Dominikovic  | Asagoe Obata           | —                            | —                        | 2e tour (1/16) Dominikovic   | Schett Schnyder        | 1er tour (1/32) Wartusch    | Huber Tanasugarn        |
| 2005  | 1er tour (1/32) Spears       | Sekulovski Watson      | —                            | —                        | 1er tour (1/32) Bondarenko   | Likhovtseva Zvonareva  | —                           | —                       |
| 2006  | 2e tour (1/16) Kutuzova      | Likhovtseva Zvonareva  | 2e tour (1/16) Vanc          | Safina Vinci             | 2e tour (1/16) Vanc          | Daniilídou Medina      | 2e tour (1/16) Vanc         | Husárová Likhovtseva    |
| 2007  | 1er tour (1/32) A. Ehritt    | Black Huber            | 2e tour (1/16) A. Ehritt     | Molik Santangelo         | 1er tour (1/32) A. Ehritt    | Srebotnik Sugiyama     | 1er tour (1/32) A. Ehritt   | Raymond Stosur          |
| 2008  | 2e tour (1/16) Poutchek      | Black Huber            | 2e tour (1/16) Poutchek      | Dellacqua Schiavone      | 1er tour (1/32) Poutchek     | Williams               | 1/8 de finale Poutchek      | Erakovic Kostanić       |
| 2009  | 2e tour (1/16) Poutchek      | Grönefeld Schnyder     | 1/8 de finale Dushevina      | Medina Ruano             | 2e tour (1/16) Voskoboeva    | Medina Ruano           | 2e tour (1/16) Dushevina    | Govortsova Kudryavtseva |
| 2010  | 1/8 de finale Dushevina      | Peers Robson           | 1er tour (1/32) Rodionova    | Gallovits Oudin          | 1er tour (1/32) Rodionova    | Dulko Pennetta         | 1/2 finale Black            | King Shvedova           |
| 2011  | 1/4 de finale Black          | Huber Petrova          | 1/4 de finale Petrova        | King Shvedova            | 1/4 de finale Petrova        | Lisicki Stosur         | 1er tour (1/32) Chan        | Klepač Tatishvili       |
| 2012  | 2e tour (1/16) Rodionova     | Errani Vinci           | 1/4 de finale Gajdošová      | Llagostera Martínez      | 2e tour (1/16) Klepač        | Llagostera Martínez    | 2e tour (1/16) Voskoboeva   | Lisicki Peng            |
| 2013  | 1/8 de finale Black          | Llagostera Zheng       | 1/8 de finale Kudryavtseva   | Lepchenko Zheng          | 1er tour (1/32) Kudryavtseva | Hlaváčková Hradecká    | 2e tour (1/16) Kudryavtseva | Errani Vinci            |
| 2014  | 1er tour (1/32) Kudryavtseva | Gajdošová Tomljanović  | 1er tour (1/32) Kudryavtseva | Klepač Torró             | 1/4 de finale Kudryavtseva   | Babos Mladenovic       | 1/8 de finale Kudryavtseva  | Peschke Srebotnik       |
| 2015  | 2e tour (1/16) Rodionova     | Kuznetsova Stosur      | 1/8 de finale Rodionova      | Makarova Vesnina         | 2e tour (1/16) Rodionova     | Barthel Kichenok       | 2e tour (1/16) Hsieh        | Grönefeld Vandeweghe    |
| 2016  | 1/4 de finale Rodionova      | Xu Zheng               | 1er tour (1/32) Rodionova    | Babos Shvedova           | 2e tour (1/16) Jurak         | Konta Sanchez          | 2e tour (1/16) Jurak        | Hozumi Kato             |
| 2017  | 1er tour (1/32) Jurak        | Cornet Linette         | 2e tour (1/16) Jurak         | Hibino Rosolska          | 1er tour (1/32) Rodionova    | Klepač Martínez        | 2e tour (1/16) Kichenok     | Makarova Vesnina        |
| 2018  | 1/8 de finale Kichenok       | Begu Niculescu         | 2e tour (1/16) Kichenok      | Duan Sasnovich           | —                            | —                      | 1er tour (1/32) Kichenok    | Linette Tomljanović     |
| 2019  | 1er tour (1/32) Bogdan       | Krejčíková Siniaková   | —                            | —                        | —                            | —                      | —                           | —                       |
|       |                              |                        |                              |                          |                              |                        |                             |                         |
| 2021  | —                            | —                      | —                            | —                        | —                            | —                      | 3e tour (1/8) Rodionova     | Bouzková Hradecká       |

N.B. : le nom de la partenaire se trouve sous le résultat ; le nom des ultimes adversaires se trouve à droite.

### En double mixte
| Année | Open d'Australie         | Open d'Australie  | Internationaux de France | Internationaux de France | Wimbledon                 | Wimbledon           | US Open                     | US Open           |
| ----- | ------------------------ | ----------------- | ------------------------ | ------------------------ | ------------------------- | ------------------- | --------------------------- | ----------------- |
| 2002  | —                        | —                 | —                        | —                        | 1er tour (1/32) Suk       | Vinci Vízner        | —                           | —                 |
| 2003  | —                        | —                 | —                        | —                        | Finale Ram                | Navrátilová Paes    | —                           | —                 |
| 2004  | —                        | —                 | —                        | —                        | 1/8 de finale Ram         | Schett Schüttler    | —                           | —                 |
| 2006  | —                        | —                 | —                        | —                        | 1er tour (1/32) Thomas    | Craybas Fyrstenberg | 2e tour (1/8) Ullyett       | Grönefeld Čermák  |
| 2007  | —                        | —                 | 1er tour (1/16) Kerr     | Cornet Eysseric          | —                         | —                   | —                           | —                 |
| 2008  | —                        | —                 | —                        | —                        | 1er tour (1/32) Lindstedt | Govortsova Mirnyi   | —                           | —                 |
| 2009  | 2e tour (1/8) Huss       | Mirza Bhupathi    | 2e tour (1/8) Voest      | Kleybanova Soares        | 2e tour (1/16) Hanley     | Raymond Matkowski   | —                           | —                 |
| 2010  | 1er tour (1/16) Hanley   | Kleybanova Mirnyi | —                        | —                        | 1er tour (1/32) Bopanna   | Govortsova Butorac  | —                           | —                 |
| 2011  | 1/4 de finale Bhupathi   | Srebotnik Nestor  | 1er tour (1/16) Knowles  | Dellacqua Lipsky         | 2e tour (1/16) Huss       | Vesnina Bhupathi    | 1er tour (1/16) Kas         | Huber Bryan       |
| 2012  | 1er tour (1/16) Kas      | Shvedova Ram      | 1er tour (1/16) Kas      | Srebotnik Zimonjić       | 1er tour (1/32) Sá        | Hsieh Fleming       | 1/4 de finale Rojer         | Makarova Soares   |
| 2013  | 1er tour (1/16) Rojer    | Petrova Bhupathi  | 2e tour (1/8) González   | Petrova Cabal            | 1er tour (1/32) Klaasen   | Schiavone Ram       | 1er tour (1/16) Fyrstenberg | Peschke Matkowski |
| 2014  | 2e tour (1/8) Fleming    | Mirza Tecău       | 1er tour (1/16) Fleming  | Raquel Kops Klaasen      | 1/4 de finale Elgin       | Stosur Zimonjić     | 2e tour (1/8) Farah         | Spears González   |
| 2015  | 1er tour (1/16) Farah    | Raymond Lindstedt | 1/4 de finale Qureshi    | Mattek-Sands Bryan       | 1/8 de finale Sitak       | Hingis Paes         | 1/4 de finale Mirnyi        | Hlaváčková Kubot  |
| 2016  | 1er tour (1/16) Guccione | Srebotnik Murray  | —                        | —                        | 1/8 de finale Bopanna     | Duque Cabal         | 1er tour (1/16) Cabal       | Vandeweghe Ram    |
| 2017  | —                        | —                 | 1er tour (1/16) Mektić   | Martínez Demoliner       | 2e tour (1/16) Elgin      | Krejčíková Venus    | 1/2 finale Marach           | Chan Venus        |
| 2018  | —                        | —                 | —                        | —                        | 2e tour (1/16) Vasilevski | Srebotnik Venus     | —                           | —                 |

N.B. : le nom du partenaire se trouve sous le résultat ; le nom des ultimes adversaires se trouve à droite.

## Parcours en «Premier Mandatory» et «Premier 5»
Découlant d'une réforme du circuit WTA inaugurée en 2009, les tournois WTA « Premier Mandatory » et « Premier 5 » constituent les catégories d'épreuves les plus prestigieuses, après les quatre levées du Grand Chelem.

### En simple dames
| Année |              | Premier Mandatory            | Premier Mandatory           | Premier Mandatory             | Premier Mandatory |       | Premier 5 | Premier 5                    | Premier 5                   | Premier 5                   | Premier 5                    | Premier 5                   | Premier 5                   |
| Année | Indian Wells | Miami                        | Madrid                      | Pékin                         |                   | Dubaï | Rome      | Canada                       | Cincinnati                  | Tokyo                       | Tokyo                        |                             |                             |
| Année | Indian Wells | Miami                        | Madrid                      | Pékin                         | Doha              |       | Rome      | Canada                       | Cincinnati                  | Tokyo                       | Tokyo                        |                             |                             |
| Année | Indian Wells | Miami                        | Madrid                      | Pékin                         |                   |       | Rome      | Canada                       | Cincinnati                  | Tokyo                       | Tokyo                        |                             |                             |
| 2009  |              |                              |                             |                               |                   |       |           | 1er tour (1/32) Zheng J.     |                             |                             |                              |                             |                             |
| 2010  |              |                              | 1er tour (1/64) A. Petkovic |                               |                   |       |           |                              |                             |                             | 1er tour (1/32) V. Dushevina |                             |                             |
| 2011  |              | 1er tour (1/64) M. Niculescu | 1er tour (1/64) J. Larsson  |                               |                   |       |           | 1er tour (1/32) A. Sevastova | 2e tour (1/16) C. Wozniacki |                             | 2e tour (1/16) M. Sharapova  | 1er tour (1/32) A. Ivanović | 1er tour (1/32) A. Ivanović |
| 2012  |              |                              |                             | 1er tour (1/32) A. Hlaváčková |                   |       |           |                              | 1er tour (1/32) A. Kerber   |                             |                              |                             |                             |
| 2013  |              |                              |                             |                               |                   |       |           | 2e tour (1/16) A. Radwańska  |                             | 1er tour (1/32) E. Makarova |                              | 1er tour (1/32) K. Date     | 1er tour (1/32) K. Date     |

Sous le résultat, l’ultime adversaire.

## Parcours aux Masters

### En double dames
| # | Date       | Nom de l'édition                 | ($)       | Surface    | Résultat   | Partenaire        | Ultimes adversaires     | Score    |          |
| - | ---------- | -------------------------------- | --------- | ---------- | ---------- | ----------------- | ----------------------- | -------- | -------- |
| 1 | 20/10/2014 | BNP Paribas WTA Finals Singapour | 6 500 000 | Dur (int.) | 1/2 finale | Alla Kudryavtseva | Hsieh Su-wei Peng Shuai | 6-1, 6-4 | Parcours |

## Parcours aux Jeux olympiques

### En double dames
| # | Date       | Nom de l'olympiade                  | Surface      | Résultat        | Partenaire        | Ultimes adversaires              | Score    |          |
| - | ---------- | ----------------------------------- | ------------ | --------------- | ----------------- | -------------------------------- | -------- | -------- |
| 1 | 28/07/2012 | Olympic Tennis Event Wimbledon      | Gazon (ext.) | 1er tour (1/16) | Jarmila Gajdošová | Ekaterina Makarova Elena Vesnina | 6-1, 6-4 | Parcours |
| 2 | 06/08/2016 | Olympic Tennis Event Rio de Janeiro | Dur (ext.)   | 1er tour (1/16) | Arina Rodionova   | Ekaterina Makarova Elena Vesnina | 6-1, 6-2 | Parcours |

## Parcours en Fed Cup
| #                                                                  | Date       | Lieu      | Surface      | Gagnante(s)                        | Perdante(s)                            | Score          |          |
| ------------------------------------------------------------------ | ---------- | --------- | ------------ | ---------------------------------- | -------------------------------------- | -------------- | -------- |
|                                                                    |            |           |              |                                    |                                        |                |          |
| 2010 - Barrage (groupe mondial I) - Ukraine - Australie - 0 : 5    |            |           |              |                                    |                                        |                |          |
| 1                                                                  | 24/04/2010 | Kharkiv   | Terre (int.) | Anastassia Rodionova               | Alona Bondarenko                       | 0-6, 6-3, 7-5  | Parcours |
| 1                                                                  | 24/04/2010 | Kharkiv   | Terre (int.) | Anastassia Rodionova Rennae Stubbs | Lyudmyla Kichenok Nadiia Kichenok      | 6-2, 6-72, 6-1 | Parcours |
|                                                                    |            |           |              |                                    |                                        |                |          |
| 2011 - 1/4 de finale (groupe mondial) - Australie - Italie - 1 : 4 |            |           |              |                                    |                                        |                |          |
| 2                                                                  | 05/02/2011 | Hobart    | Dur (ext.)   | Sara Errani Roberta Vinci          | Anastassia Rodionova Rennae Stubbs     | 2-6, 7-61, 6-4 | Parcours |
|                                                                    |            |           |              |                                    |                                        |                |          |
| 2011 - Barrage (groupe mondial I) - Australie - Ukraine - 2 : 3    |            |           |              |                                    |                                        |                |          |
| 3                                                                  | 16/04/2011 | Melbourne | Terre (ext.) | Lesia Tsurenko                     | Anastassia Rodionova                   | 6-1, 6-4       | Parcours |
| 3                                                                  | 16/04/2011 | Melbourne | Terre (ext.) | Olga Savchuk                       | Anastassia Rodionova                   | 7-63, 7-612    | Parcours |
| 3                                                                  | 16/04/2011 | Melbourne | Terre (ext.) | Olga Savchuk Lesia Tsurenko        | Jarmila Gajdošová Anastassia Rodionova | 0-6, 7-63, 6-3 | Parcours |

## Classements en fin de saison
| Année          | 1997 | 1998 | 1999 | 2000 | 2001 | 2002 | 2003 | 2004 | 2005 | 2006 | 2007 | 2008 | 2009 | 2010 | 2011 | 2012 | 2013 | 2014 | 2015 | 2016 | 2017 | 2018 |  | 2021 | 2022 |
| Rang en simple | 793  | 473  | 355  | 234  | 193  | 117  | 165  | 215  | 167  | 82   | 79   | 97   | 97   | 63   | 108  | 134  | 161  | 183  | 228  | 792  | 388  | 1123 |  | –    | –    |
| Rang en double | 614  | 558  | 433  | 390  | 125  | 107  | 137  | 97   | 79   | 56   | 61   | 40   | 44   | 26   | 28   | 23   | 25   | 18   | 47   | 40   | 47   | 52   |  | 349  | 1250 |

Source : (en) Classements de Anastassia Rodionova sur le site officiel de la Fédération internationale de tennis